# 内閣法制局長官
内閣法制局長官（ないかくほうせいきょくちょうかん、英: Director-General of the Cabinet Legislation Bureau）は、内閣法制局の長である特別職の国家公務員である。

## 概要
内閣法制局設置法2条1項に基づいて置かれ、定員は1人。内閣法制局の事務を統括し、職員を任免し、監督することを職務とする。
内閣法制局が単に法制局と呼ばれていた1962年以前は法制局長官と呼ばれており、その設置は1885年の法制局設置に遡る。旧憲法下では内閣書記官長と並び閣僚に列した。また、政党内閣の時代には現職の衆議院議員が任命された事例もあった。戦後、法制局が廃止された1948年から1952年までの間は、法務庁法制長官・法務府法制意見長官が法制局長官に相当する職としてあった。その間も法制局長官だった佐藤達夫が、1947年から1954年まで一貫して法務庁法制長官・法務府法制意見長官を務めている。
現役長官と歴代長官が集まって意見交換を行う参与会が月に1回行われており、法律解釈に一貫性を持たせる面がある一方で、組織防衛を優先させていると指摘される面もある。

## 任免
内閣法制局長官は、内閣が任命する。待遇は特別職の職員の給与に関する法律では内閣官房副長官や副大臣、公正取引委員会委員長、宮内庁長官などと同等とされるが、これらの職とは違い認証官ではない。
内閣法制局長官は、首班指名による組閣があるたびに、同一人が引き続き在任する場合であっても、いったん依願免官の辞令が出て、その後に改めて新内閣で任命される慣例となっている。これは戦後に法制局が再設置されて以降実施されてきたが、1956年の石橋内閣の組閣の際に行われなくなったあと1970年の第3次佐藤内閣の組閣に際して復活し、現在にいたっている。
内閣法制局第一部長から内閣法制次長を経て就任するのが慣例となっている。
引退後は、特別職の国家公務員や公団の役員に就くことが多く、最高裁判所判事に就任することもある。
1952年の法制局発足以来、内閣法制局長官は、総務省（旧・自治省）、財務省（旧・大蔵省）、経済産業省（旧・通商産業省）、法務省の4省庁出身者によって占められてきた。内閣法制局次長からの、内閣法制局長官への内部昇格ということも一貫していた。この慣例は、2013年に外務省出身の小松一郎が長官に任命されたことによって破られたが、2014年に小松が末期がんで長官を退任した後は、法務省（検察庁）出身・内閣法制次長からの内部昇格である横畠裕介が長官に就任し、慣例が復活した。

## 権限
内閣法制局長官は、内閣法制局の事務を統括し、内閣法制次長以下の職員の任命権を有する。ただし国務大臣ではないので、内閣法制局における内閣法上の主任の大臣は内閣総理大臣である。
内閣法制局は法律案、政令案、条約案の審査を所管するが、これら各案の正式決定は閣議の場で行われるため、その場で閣僚からなされる法令解釈等についての質問・照会に答える必要性から、内閣法制局長官は、認証官以外の者でありながら常時閣議への陪席が許される唯一の職となっている。認証官であり内閣官房長官を補佐する内閣官房副長官の常時陪席、大臣不在の場合の副大臣の臨時的な陪席など、閣僚以外にも閣議に陪席する例はあるが、認証官以外で常時閣議への陪席が許されるのは内閣法制局長官のみである。
2009年8月までの自民党政権下では憲法や法律についての内閣の統一解釈は内閣法制局が示すとされ、政府特別補佐人として内閣法制局長官が首相や大臣に代わって答弁していた。2009年9月に誕生した民主党政権下では特別補佐人から外れ、枝野幸男行政刷新担当大臣や仙谷由人内閣官房長官らが法令解釈担当閣僚として憲法・法令解釈の答弁を担当していたが、野田佳彦政権下の第180回国会（2012年1月24日）から再び特別補佐人に加わり内閣法制局長官による答弁が復活した。
こうした権限の重さに釣り合うように、慣例により留任の場合でも新内閣発足と同時に辞職を願い出て、再び内閣法制局長官の任命を発令される。また、新内閣発足または内閣改造時の内閣官房長官による発表会見やテレビ・新聞等の報道では、新閣僚名簿の末尾に閣僚ではない内閣法制局長官も発表・掲載されるのが通例となっている。
なお、内閣法制局のナンバー2である内閣法制次長は長官が海外出張等で不在の場合は、代わってその任に当たる事務次官級のポストで、その職務は長官を助けて局務を整理することとされている。

## 歴代の法制局長官・内閣法制局長官
- 明治期にあっては、法制局長官の任命は組閣から10日ないし20日程度ずれこむことがあり、こうした場合は旧長官は新内閣の時期にも形式上在任していることになるが、この表で長官に対応する内閣を表示する際には捨象した。
- 戦後は一時期を除き、前の内閣が総辞職し新たに首班指名があって組閣が行われたときは、法制局長官は同一人物が引き続き務める場合であっても、いったん依願免官の辞令が出て改めて再任発令する措置がとられる慣例となっている。このような場合には在任期間は区別して記載したが、個別の代に区別せずにまとめて記載した。

| 代                     | 氏名              | 氏名                         | 内閣                          | 在任期間                                                       | 退任後の要職                                |
| 法制局長官             | 法制局長官        | 法制局長官                   | 法制局長官                    | 法制局長官                                                     | 法制局長官                                  |
| ---------------------- | ----------------- | ---------------------------- | ----------------------------- | -------------------------------------------------------------- | ------------------------------------------- |
| 1                      |                   | 山尾庸三                     | 第1次伊藤内閣                 | 1885年12月23日-1888年2月7日 宮中顧問官との兼任                 |                                             |
| 2                      |                   | 井上毅                       | 第1次伊藤内閣                 | 1888（明治21）年2月7日-1891（明治24）年5月8日                  | 文部大臣                                    |
| 2                      | 黒田内閣          | 井上毅                       |                               | 1888（明治21）年2月7日-1891（明治24）年5月8日                  | 文部大臣                                    |
| 2                      | 第1次山縣内閣     | 井上毅                       |                               | 1888（明治21）年2月7日-1891（明治24）年5月8日                  | 文部大臣                                    |
| 3                      |                   | 尾崎三良                     | 第1次松方内閣                 | 1891年6月10日-1892年8月20日                                    | 宮中顧問官                                  |
| 4                      |                   | 末松謙澄                     | 第2次伊藤内閣                 | 1892年9月29日-1896年9月30日                                    | 逓信大臣                                    |
| 5                      |                   | 神鞭知常                     | 第2次松方内閣                 | 1896年9月30日-1897年10月28日                                   |                                             |
| 6                      |                   | 梅謙次郎                     | 第2次松方内閣                 | 1897年10月28日-1898年7月27日 東京帝国大学法科大学教授との兼任  |                                             |
| 6                      | 第3次伊藤内閣     | 梅謙次郎                     |                               | 1897年10月28日-1898年7月27日 東京帝国大学法科大学教授との兼任  |                                             |
| 7                      |                   | 神鞭知常                     | 第1次大隈内閣                 | 1898年7月27日-1898年11月8日                                    |                                             |
| 8                      |                   | 平田東助                     | 第2次山縣内閣                 | 1898年11月8日-1900年10月24日                                   | 内務大臣、農商務大臣                        |
| 9                      |                   | 奥田義人                     | 第4次伊藤内閣                 | 1900年10月24日-1902年9月26日                                   |                                             |
| 9                      | 第1次桂内閣       | 奥田義人                     | 文部大臣、司法大臣            | 1900年10月24日-1902年9月26日                                   |                                             |
| 10                     | 第1次桂内閣       |                              | 一木喜徳郎                    | 1902年9月26日-1906年1月13日                                    |                                             |
| 11                     |                   | 岡野敬次郎                   | 第1次西園寺内閣               | 1906年1月13日-1908年7月14日                                    |                                             |
| 12                     |                   | 安廣伴一郎                   | 第2次桂内閣                   | 1908年7月14日-1911年8月31日                                    | 南満洲鉄道株式会社総裁                      |
| 13                     |                   | 岡野敬次郎                   | 第2次西園寺内閣               | 1911年8月31日-1912年12月21日                                   |                                             |
| 14                     |                   | 一木喜徳郎                   | 第3次桂内閣                   | 1912年12月21日-1913年2月20日                                   | 枢密院議長                                  |
| 15                     |                   | 岡野敬次郎                   | 第1次山本内閣                 | 1913年2月20日-1913年9月20日                                    | 文部大臣                                    |
| 16                     |                   | 倉富勇三郎                   | 第1次山本内閣                 | 1913年9月20日-1914年4月25日                                    | 枢密院議長                                  |
| 17                     |                   | 高橋作衛                     | 第2次大隈内閣                 | 1914年4月25日-1916年10月9日                                    | 貴族院議員                                  |
| 18                     |                   | 有松英義                     | 寺内内閣                      | 1916年10月9日-1918年9月29日                                    | 枢密顧問官                                  |
| 19                     |                   | 横田千之助                   | 原内閣                        | 1918年9月29日-1921年11月3日                                    | 司法大臣                                    |
| 19                     | 高橋内閣          | 横田千之助                   | 1921年年11月3日-1922年3月28日 |                                                                | 司法大臣                                    |
| 20                     | 高橋内閣          |                              | 馬場鍈一                      | 1922年3月28日-1923年9月19日                                    | 大蔵大臣、内務大臣                          |
| 20                     | 加藤友三郎内閣    |                              | 馬場鍈一                      | 1922年3月28日-1923年9月19日                                    | 大蔵大臣、内務大臣                          |
| 21                     |                   | 松本烝治                     | 第2次山本内閣                 | 1923年9月19日-1924年1月10日                                    | 商工大臣                                    |
| 22                     |                   | 佐竹三吾                     | 清浦内閣                      | 1924年1月10日-1924年6月11日                                    | 貴族院議員                                  |
| 23                     |                   | 塚本清治                     | 加藤高明内閣                  | 1924年6月11日-1925年8月2日                                     | 内閣書記官長                                |
| 24                     |                   | 山川端夫                     | 加藤高明内閣                  | 1925年8月10日-1927年4月20日                                    | 貴族院議員                                  |
| 24                     | 第1次若槻内閣     | 山川端夫                     |                               | 1925年8月10日-1927年4月20日                                    | 貴族院議員                                  |
| 25                     |                   | 前田米藏                     | 田中義一内閣                  | 1927年4月20日-1929年7月3日                                     | 商工大臣、運輸通信大臣                      |
| 26                     |                   | 川崎卓吉                     | 濱口内閣                      | 1929年7月3日-1931年4月14日                                     | 文部大臣、商工大臣                          |
| 27                     |                   | 武内作平                     | 第2次若槻内閣                 | 1931年4月15日-1931年11月8日                                    | （在任中死去）                              |
| 28                     |                   | 斎藤隆夫                     | 第2次若槻内閣                 | 1931年11月9日-1931年12月13日                                   | 国務大臣                                    |
| 29                     |                   | 島田俊雄                     | 犬養内閣                      | 1931年12月13日-1932年5月26日                                   | 農林大臣                                    |
| 30                     |                   | 堀切善次郎                   | 齋藤内閣                      | 1932年5月26日-1933年3月13日                                    | 内務大臣                                    |
| 31                     |                   | 黒崎定三                     | 齋藤内閣                      | 1933年3月13日-1934年7月10日                                    |                                             |
| 32                     |                   | 金森徳次郎                   | 岡田内閣                      | 1934年7月10日-1936年1月11日                                    | 国務大臣                                    |
| 33                     |                   | 大橋八郎                     | 岡田内閣                      | 1936年1月11日-1936年3月10日                                    | 日本放送協会会長 日本電信電話公社総裁       |
| 34                     |                   | 次田大三郎                   | 廣田内閣                      | 1936年3月10日-1937年2月2日                                     | 国務大臣                                    |
| 35                     |                   | 川越丈雄                     | 林内閣                        | 1937年2月2日-1937年6月4日                                      | 庶民金庫理事長 東北興業株式会社総裁         |
| 36                     |                   | 瀧正雄                       | 第1次近衛内閣                 | 1937年6月4日-1937年10月25日                                    | 企画院総裁                                  |
| 37                     |                   | 船田中                       | 第1次近衛内閣                 | 1937年10月25日-1939年1月5日                                    | 衆議院議長                                  |
| 38                     |                   | 黒崎定三                     | 平沼内閣                      | 1939年1月5日-1939年8月30日                                     | 貴族院議員                                  |
| 39                     |                   | 唐澤俊樹                     | 阿部内閣                      | 1939年8月30日-1940年1月16日                                    | 法務大臣                                    |
| 40                     |                   | 廣瀬久忠                     | 米内内閣                      | 1940年1月16日-1940年7月22日                                    | 厚生大臣                                    |
| 41                     |                   | 村瀬直養                     | 第2次近衛内閣                 | 1940年7月22日-1941年10月18日                                   |                                             |
| 41                     | 第3次近衛内閣     | 村瀬直養                     |                               | 1940年7月22日-1941年10月18日                                   |                                             |
| 42                     |                   | 森山鋭一                     | 東條内閣                      | 1941年10月18日-1944年7月22日                                   | 貴族院議員                                  |
| 43                     |                   | 三浦一雄                     | 小磯内閣                      | 1944年7月22日-1945年4月7日 1944年7月28日まで内閣書記官長を兼任 | 農林大臣                                    |
| 44                     |                   | 村瀬直養                     | 鈴木貫太郎内閣                | 1945年4月7日-1945年8月17日                                     | 商工組合中央金庫理事長                      |
| 44                     | 東久邇宮内閣      | 村瀬直養                     | 1945年8月17日-1945年10月9日   |                                                                | 商工組合中央金庫理事長                      |
| 45                     |                   | 楢橋渡                       | 幣原内閣                      | 1945年10月9日-1946年1月13日                                    | 運輸大臣                                    |
| 46                     |                   | 石黒武重                     | 幣原内閣                      | 1946年1月13日-1946年3月19日 1946年2月26日以降、国務大臣兼任    |                                             |
| 47                     |                   | 入江俊郎                     | 幣原内閣                      | 1946年3月19日-1945年5月22日 1947年5月2日親任官待遇             | 最高裁判所判事                              |
| 47                     | 第1次吉田内閣     | 入江俊郎                     | 1946年5月22日-1947年5月24日   |                                                                | 最高裁判所判事                              |
| 48                     |                   | 佐藤達夫                     | 片山内閣                      | 1947年6月14日-1948年2月14日                                    |                                             |
| 法制長官（法務庁）     |                   |                              |                               |                                                                |                                             |
| －                     |                   | 佐藤達夫                     | 片山内閣                      | 1948年2月15日-1949年5月31日                                    |                                             |
| －                     | 芦田内閣          | 佐藤達夫                     |                               | 1948年2月15日-1949年5月31日                                    |                                             |
| －                     | 第2次吉田内閣     | 佐藤達夫                     |                               | 1948年2月15日-1949年5月31日                                    |                                             |
| －                     | 第3次吉田内閣     | 佐藤達夫                     |                               | 1948年2月15日-1949年5月31日                                    |                                             |
| 法制意見長官（法務府） |                   |                              |                               |                                                                |                                             |
| －                     |                   | 佐藤達夫                     | 第3次吉田内閣                 | 1949年6月1日-1952年7月31日                                     |                                             |
| 法制局長官             |                   |                              |                               |                                                                |                                             |
| 48                     |                   | 佐藤達夫                     | 第3次吉田内閣                 | 1952年8月1日-1952年10月30日                                    | 人事院総裁                                  |
| 48                     | 第4次吉田内閣     | 佐藤達夫                     | 1952年10月30日-1953年5月21日  |                                                                | 人事院総裁                                  |
| 48                     | 第5次吉田内閣     | 佐藤達夫                     | 1953年5月21日-1954年12月11日  |                                                                | 人事院総裁                                  |
| 49                     |                   | 林修三                       | 第1次鳩山一郎内閣             | 1954年12月11日-1955年3月19日                                   |                                             |
| 49                     | 第2次鳩山一郎内閣 | 林修三                       | 1955年3月19日-1955年11月22日  |                                                                |                                             |
| 49                     | 第3次鳩山一郎内閣 | 林修三                       | 1955年11月22日-1962年6月30日  |                                                                |                                             |
| 49                     | 石橋内閣          | 林修三                       | 1955年11月22日-1962年6月30日  |                                                                |                                             |
| 49                     | 第1次岸内閣       | 林修三                       | 1955年11月22日-1962年6月30日  |                                                                |                                             |
| 49                     | 第2次岸内閣       | 林修三                       | 1955年11月22日-1962年6月30日  |                                                                |                                             |
| 49                     | 第1次池田内閣     | 林修三                       | 1955年11月22日-1962年6月30日  |                                                                |                                             |
| 49                     | 第2次池田内閣     | 林修三                       | 1955年11月22日-1962年6月30日  |                                                                |                                             |
| 内閣法制局長官         |                   |                              |                               |                                                                |                                             |
| 49                     |                   | 林修三                       | 第2次池田内閣                 | 1962年7月1日-1964年11月9日                                     | 首都高速道路公団理事長                      |
| 49                     | 第3次池田内閣     | 林修三                       |                               | 1962年7月1日-1964年11月9日                                     | 首都高速道路公団理事長                      |
| 50                     |                   | 高辻正己                     | 第1次佐藤内閣                 | 1964年11月9日-1970年1月14日                                    | 最高裁判所判事 法務大臣                     |
| 50                     | 第2次佐藤内閣     | 高辻正己                     |                               |                                                                | 最高裁判所判事 法務大臣                     |
| 50                     | 第3次佐藤内閣     | 高辻正己                     | 1970年1月14日-1972年7月7日    |                                                                | 最高裁判所判事 法務大臣                     |
| 51                     |                   | 吉國一郎                     | 第1次田中角栄内閣             | 1972年7月7日-1972年12月22日                                    | 地域振興整備公団総裁 プロ野球コミッショナー |
| 51                     | 第2次田中角栄内閣 | 吉國一郎                     | 1972年12月22日-1974年12月9日  |                                                                | 地域振興整備公団総裁 プロ野球コミッショナー |
| 51                     | 三木内閣          | 吉國一郎                     | 1974年12月9日-1976年7月9日    |                                                                | 地域振興整備公団総裁 プロ野球コミッショナー |
| 52                     | 三木内閣          |                              | 真田秀夫                      | 1976年7月9日-1976年12月24日                                    |                                             |
| 52                     | 福田赳夫内閣      | 1976年12月24日-1978年12月7日 | 真田秀夫                      |                                                                |                                             |
| 52                     | 第1次大平内閣     | 1978年12月7日-1979年11月9日  | 真田秀夫                      |                                                                |                                             |
| 53                     |                   | 角田礼次郎                   | 第2次大平内閣                 | 1979年11月9日-1980年7月17日                                    | 最高裁判所判事                              |
| 53                     | 鈴木善幸内閣      | 角田礼次郎                   | 1980年7月17日-1982年11月27日  |                                                                | 最高裁判所判事                              |
| 53                     | 第1次中曽根内閣   | 角田礼次郎                   | 1982年11月27日-1983年7月8日   |                                                                | 最高裁判所判事                              |
| 54                     | 第1次中曽根内閣   |                              | 茂串俊                        | 1983年7月8日-1983年12月27日                                    | 地域振興整備公団総裁                        |
| 54                     | 第2次中曽根内閣   | 1983年12月27日-1986年7月22日 | 茂串俊                        |                                                                | 地域振興整備公団総裁                        |
| 55                     |                   | 味村治                       | 第3次中曽根内閣               | 1986年7月22日-1987年11月6日                                    | 最高裁判所判事                              |
| 55                     | 竹下内閣          | 味村治                       | 1987年11月6日-1989年6月3日    |                                                                | 最高裁判所判事                              |
| 55                     | 宇野内閣          | 味村治                       | 1989年6月3日-1989年8月10日    |                                                                | 最高裁判所判事                              |
| 56                     |                   | 工藤敦夫                     | 第1次海部内閣                 | 1989年8月10日-1990年2月28日                                    | 地域振興整備公団総裁                        |
| 56                     | 第2次海部内閣     | 工藤敦夫                     | 1990年2月28日-1991年11月5日   |                                                                | 地域振興整備公団総裁                        |
| 56                     | 宮澤内閣          | 工藤敦夫                     | 1991年11月5日-1992年12月12日  |                                                                | 地域振興整備公団総裁                        |
| 57                     | 宮澤内閣          |                              | 大出峻郎                      | 1992年12月12日-1993年8月9日                                    | 最高裁判所判事                              |
| 57                     | 細川内閣          | 1993年8月9日-1994年4月28日   | 大出峻郎                      |                                                                | 最高裁判所判事                              |
| 57                     | 羽田内閣          | 1994年4月28日-1994年6月30日  | 大出峻郎                      |                                                                | 最高裁判所判事                              |
| 57                     | 村山内閣          | 1994年6月30日-1996年1月11日  | 大出峻郎                      |                                                                | 最高裁判所判事                              |
| 58                     |                   | 大森政輔                     | 第1次橋本内閣                 | 1996年1月11日-1996年11月7日                                    | 国家公安委員会委員                          |
| 58                     | 第2次橋本内閣     | 大森政輔                     | 1996年11月7日-1998年7月30日   |                                                                | 国家公安委員会委員                          |
| 58                     | 小渕内閣          | 大森政輔                     | 1998年7月31日-1999年8月24日   |                                                                | 国家公安委員会委員                          |
| 59                     | 小渕内閣          |                              | 津野修                        | 1999年8月24日-2000年4月5日                                     | 最高裁判所判事                              |
| 59                     | 第1次森内閣       | 2000年4月5日-2000年7月4日    | 津野修                        |                                                                | 最高裁判所判事                              |
| 59                     | 第2次森内閣       | 2000年7月4日-2001年4月26日   | 津野修                        |                                                                | 最高裁判所判事                              |
| 59                     | 第1次小泉内閣     | 2001年4月26日-2002年8月8日   | 津野修                        |                                                                | 最高裁判所判事                              |
| 60                     | 第1次小泉内閣     |                              | 秋山收                        | 2002年8月8日-2003年11月19日                                    | 新エネルギー財団会長                        |
| 60                     | 第2次小泉内閣     | 2003年11月19日-2004年8月31日 | 秋山收                        |                                                                | 新エネルギー財団会長                        |
| 61                     | 第2次小泉内閣     |                              | 阪田雅裕                      | 2004年8月31日-2005年9月21日                                    | 弁護士、新日本石油株式会社監査役            |
| 61                     | 第3次小泉内閣     | 2005年9月21日-2006年9月26日  | 阪田雅裕                      |                                                                | 弁護士、新日本石油株式会社監査役            |
| 62                     |                   | 宮﨑礼壹                     | 安倍内閣                      | 2006年9月26日-2007年9月26日                                    | 法政大学大学院法務研究科教授                |
| 62                     | 福田康夫内閣      | 宮﨑礼壹                     | 2007年9月26日-2008年9月24日   |                                                                | 法政大学大学院法務研究科教授                |
| 62                     | 麻生内閣          | 宮﨑礼壹                     | 2008年9月25日-2009年9月16日   |                                                                | 法政大学大学院法務研究科教授                |
| 62                     | 鳩山由紀夫内閣    | 宮﨑礼壹                     | 2009年9月16日-2010年1月15日   |                                                                | 法政大学大学院法務研究科教授                |
| 63                     | 鳩山由紀夫内閣    |                              | 梶田信一郎                    | 2010年1月15日-2010年6月8日                                     | 財団法人地域創造理事長                      |
| 63                     | 菅直人内閣        | 2010年6月8日-2011年9月2日    | 梶田信一郎                    |                                                                | 財団法人地域創造理事長                      |
| 63                     | 野田内閣          | 2011年9月2日-2011年12月22日  | 梶田信一郎                    |                                                                | 財団法人地域創造理事長                      |
| 64                     | 野田内閣          |                              | 山本庸幸                      | 2011年12月22日-2012年12月26日                                  | 最高裁判所判事                              |
| 64                     | 第2次安倍内閣     | 2012年12月26日-2013年8月8日  | 山本庸幸                      |                                                                | 最高裁判所判事                              |
| 65                     | 第2次安倍内閣     |                              | 小松一郎                      | 2013年8月8日-2014年5月16日                                     | 内閣官房参与                                |
| 66                     | 第2次安倍内閣     |                              | 横畠裕介                      | 2014年5月16日-2014年12月24日                                   | 国家公安委員会委員                          |
| 66                     | 第3次安倍内閣     | 2014年12月24日-2017年11月1日 | 横畠裕介                      |                                                                | 国家公安委員会委員                          |
| 66                     | 第4次安倍内閣     | 2017年11月1日-2019年9月11日  | 横畠裕介                      |                                                                | 国家公安委員会委員                          |
| 67                     | 第4次安倍内閣     |                              | 近藤正春                      | 2019年9月11日-2020年9月16日                                    |                                             |
| 67                     | 菅義偉内閣        | 2020年9月16日-2021年10月4日  | 近藤正春                      |                                                                |                                             |
| 67                     | 第1次岸田内閣     | 2021年10月4日-2021年11月10日 | 近藤正春                      |                                                                |                                             |
| 67                     | 第2次岸田内閣     | 2021年11月10日-2024年8月27日 | 近藤正春                      |                                                                |                                             |
| 68                     | 第2次岸田内閣     |                              | 岩尾信行                      | 2024年8月27日-2024年10月1日                                    |                                             |
| 68                     | 第1次石破内閣     | 2024年10月1日-2024年11月11日 | 岩尾信行                      |                                                                |                                             |
| 68                     | 第2次石破内閣     | 2024年11月11日-              | 岩尾信行                      |                                                                |                                             |

## その他
- 国家公務員宿舎法第10条にもとづき、公邸が無料貸与されるが、2002年をもって廃止になっている。
- 1997年に五反田の内閣法制局長官公邸が11億円かけて建て替えられた。全体として約1,500平方メートルで旧首相公邸のほぼ2倍の広さで、職務機能である会議室や機械室で全体の9割近くを占め、私的居住スペース（4LDKと書斎）は約140平方メートルで全体の1割であった[9]。一方で、広々とした吹き抜け、金扉のエレベーター、大理石のトイレ、「会議室」の脇にある配膳用エレベーターと冷蔵庫、ジェットバスに充実キッチン、「カラオケルーム」と疑われる防音扉と防音壁完備の「地下倉庫」、広大な書庫、駐車場は11台分と当時の首相公邸以上に豪華であった[10]。首相公邸建て直しの2002年8月から2005年4月まで内閣法制局長官公邸を首相仮公邸として使った時に小泉純一郎首相が「総理公邸より官僚トップの方が大事と思ってるんだろ」とつぶやいたという[11]。2005年4月に小泉首相が新首相公邸に引っ越してからは内閣法制局長官公邸は各省庁が利用可能な「五反田共用会議所」として機能していたが[12]、2010年に一般競争入札で三菱地所に売却された。